# Жоффруа де Гонневиль
Жоффруа де Гонневиль (фр. Geoffroy de Gonneville; ? — после 1314 года) — рыцарь Ордена Храма, приор Аквитании, один из известных обвиняемых по «Делу тамплиеров».

## Биография
О большей части его жизни чего неизвестно, кроме того что он достиг в Ордене тамплиеров должности приора Аквитании.
В пятницу 13 октября 1307 года, был арестован вместе с другими рыцарями и Великим Магистром Жаком де Моле по приказу короля Филиппа IV, следствие вели члены инквизиции. Рыцарям приписывали обвинения в ереси, богохульстве, содомии и идолопоклонстве, к рыцарям применялись пытки и они сознавались в этих преступлениях. Также им приписывали отречения от Христа при вступлении новичков в Орден.
Под пытками рыцари признавались в выдвигаемых им обвинениях, некоторые были приговорены к смертной казни через сожжение на костре или к различным тюремным срокам, вплоть до пожизенного, а некоторые не признавшие вины были заточены в монастыри.
11 или 18 марта 1314 года присутствовал на суде вместе с братьям по ордену, среди которых были Жак де Моле, генеральный досмотрщик Гуго де Пейро и приор Нормандии Жоффруа де Шарне. Четверых рыцарей приговорили к пожизненному заключению, но Гонневиль и де Пейро промолчали, а де Моле и де Шарне возмутились приговору заявив, что их показания были вырваны пытками. В тот же день по приказу Филиппа IV их сожгли на костре.
Дальнейшая судьба неизвестна, вероятно умер в заключении.

## В литературе
Один из эпозидических персонажей романа Мориса Дрюона «Железный король», из серии «Проклятые короли».